# Vörös Október (édességgyár)
A Vörös Október (oroszul Красный Октябрь, Krasznij Oktyabr) az egyik leghíresebb orosz édességgyár a Rot Front és a Babajevszkij mellett. A gyár jellegzetes vörös épülete a Balcsug-szigeten található Moszkvában, ahonnan 2007-ben a külvárosba, a Babajevszkij gyár mellé költöztették egy 45 500 négyzetméteres új épületkomplexumba. Leghíresebb csokoládémárkája az 1966-ban bevezetett Aljonka.

## Története

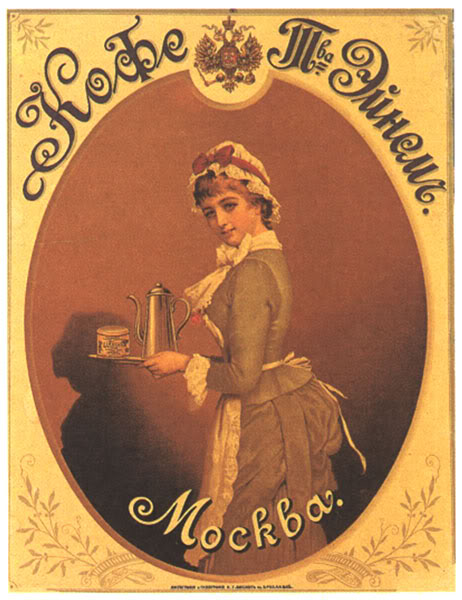
Reklámkép 1917 előtt

A vállalatot a német Theodor Ferdinand von Einem alapította 1851-ben, aki először kockacukrot készített, majd az Arbat utcán nyitott kis édességboltot. Az Einem-gyárat magát a szintén német Julius Heuss segítségével 1867-ben hozták létre a Moszkva folyó partján. Mikor később Heuss átvette a gyárat, az akkor már ismert márka nevét meghagyta. A vállalat csokoládét, teasüteményeket, cukorkákat, pillecukrot és kakaót gyártott, majd amikor megnyílt az üzemük Szimferopolban, a kínálatba bekerültek a csokoládéba mártott szárított gyümölcsök és a lekvár is. Az 1800-as évek végén a gyár cári beszállító lett.
1918-ban a gyárat államosították, ekkor az 1. számú Állami Édességgyár nevet kapta, amit 1922-ben változtattak Vörös Októberre. A második világháborúban szinte teljesen leállt az édességgyártás, a gyártósorokat átalakították zabkásakoncentrátumok készítésére, illetve Kola néven gyártottak csokoládét a katonák részére.
2007-ben a gyárat kiköltöztették a belvárosból, a patinás vörös épületegyüttesben ma éttermek, kávéházak, klubok és művészeti galériák működnek, de tervezik luxus lakóparkká alakítását is.